# Alexandrium ostenfeldii
Alexandrium ostenfeldii är en dinoflagellat som tillhör släktet Alexandrium. A. ostenfeldii har påträffats över hela världen i framför allt arktiska till tempererade hav på både norra och södra halvklotet. Arten är bioluminicerande, bildar mareld, ett fenomen som ger skydd mot predatorer, och den enda bioluminicerande arten i Östersjön. De senaste 30 åren har A. ostenfeldii allt oftare varit orsaken till toxiska algblomningar, framförallt i brackvatten. A. ostenfeldii producerar ett flertal olika toxiner bestående av saxitoxiner, som kan orsaka paralytisk skaldjursförgiftning (PSP) hos människa, samt vissa sorters cykliska iminer.

## Morfologi
Alexandrium ostenfeldii är en dinoflagellat som tillhör släktet Alexandrium. Denna dinoflagellat är cirka 40–50 μm och har en diameter på omkring 4–5 μm. Dock förekommer det även mindre och större varianter av A. ostenfeldii.
A. ostenfeldii har flera plattor, så kallade, theca. Dessa plattor omsluter cellen. Genom plattorna går två stycken fåror, en longitudinell fåra, sulcus, och en transversell fåra, cingulum. Fårorna delar in plattorna i en främre del, epithecum, och en bakre del, hypothecum. Plattorna på den övre delen, epithecum, är breda och konvext konformade, medan den bakre delen, hypothecum, är halvklotsformad och släta. Arten skiljer sig från andra inom samma släkte genom storlekten på plattorna. A. ostenfeldiis cellkärnor är  U-formade till utseende och cellerna innehåller kloroplast, även detta är något som A. ostenfeldiis har gemensamt med andra dinoflagellater inom samma släkte.

## Livscykel
Släktet Alexandrium har en haploid livsform och förökar sig genom celldelning, vegetativ tillväxt. Arten är beroende av bra förhållande för att celldelning ska ske och är relativt stresskänsliga. Vid stress går arten in i ett ”vilostadium”, Pellicle cyst, men kan snabbt ändra tillbaka till vegetativa celler igen när miljöförhållanden är bra.
Den sexuella fasen hos Alexandrium, börjar med att gameterna från modercellen förenas och bildar två diploida celler, planozygote. Beroende på miljöförhållandena när detta ske kan planozygoterna gå in i en vilofas, hypnozytoe, eller övergå till meios och bilda fyra vegetativa celler.
Vilofasen för planozygoterna kan vara olika länge. Planozygoterna ligger under tiden nere i havsbottnens sediment i väntan på mer gynnsamma förhållande för vegetativ tillväxt.

## Utbredning
A. ostenfeldii klarar stora variationer i temperatur och salinitet. A. ostenfeldii är en euryhalin art och lever i salt- och brackvattenhav, i arktiska och tempererade vatten över hela världen, både på norra och södra halvklotet. Störst tillväxt sker under jämna förhållanden, och mängden producerat toxin verkar speglas i cellens storleken. A. ostenfeldii lever främst som en bakgrundsart och en av flera arter av dinoflagellater inom samma habitat. Oftast växer A. ostenfeldii till i kluster på grundare vatten, har hittats på 0-10 m djup utanför Maines kust.

## I näringskedjan
A. ostenfeldii är mixotrof. Främsta näringskällan verkar vara autotrofi, men växlar om till heterotrofi vid behov och äter då ciliater. Uppåt i näringskedjan är dinoflagellaternas främsta predator större zooplankon copepoder.
A. ostenfeldii använder sig av allelokemiska substanser, toxiner och mareld för att skydda sig och slå ut andra konkurrenter.

## Algblomning
A. ostenfeldii är den enda bioluminicerade, mareldsbildande, algblommande phytoplankonet i Östersjön. Under de senare åren av 1990-talet har A. ostenfeldii blivit en allt frekventare del av brackvattenområdenas toxiska algblomningar. Algblomningarna har observerats bl.a. utanför nordöstra USA, floddeltan utanför Nederländerna och i Östersjön. En orsak tros vara förändringar i klimatet och antropogen eutrofication/övergödning. Blomningar hos dinoflagellater har oftast en låg artdiversitet och är oförutsägbara. Algblomningar med A. ostenfeldii sker när vattentemperaturen går över 15°C och väderförhållanden är lugna med lite omrörning av vattenpelaren. Algblomningen verkar gynnas av en låg salinitet och en kraftigare blomning av grönalger tidigare på året. Låg N:P-kvot verkar också gynna blomning men tros inte vara den enskilt avgörande faktorn.
I vatten med stora temperatur- och näringsvariationer bildar A. ostenfeldii vilocyctor efter blomning.. Vilocycterna ligger sedan nerbäddade i havsbotten i väntan på gynnsamma förhållanden för att då kunna omvandlas till nya dinoflagellater och blomma på nytt
Kombinationen av alla olika faktorer avgör när och var algblomningen sker.
A. ostenfeldii skapar olika toxiska ämnen paralytisk skaldjursförgiftning (PSP), cykliska iminer, gymnodiminer och spirolides i olika områden . Arten verkar skapa samma toxin i samma område år efter år , men i olika koncentrationer. Toxinerna har olika effekter på andra organismer, och varför A. ostenfeldii har olika toxiner som släpps ut i vattnet, är oklart.

## Toxiner
A. ostenfeldii producerar ett flertal olika fytotoxiner bestående av saxitoxiner (PSP-toxiner) samt olika cykliska iminer. Gymnodiminer är en grupp cykliska iminer som kopplats till A. ostenfeldii i bland annat Östersjön och Nederländerna. I bräckta kustvatten vid Nederländerna har isolat av A. ostenfeldii visat sig producera både PSP-toxiner och cykliska iminer som spirolider samt olika gymnodiminer. Dessa isolat är fylogenetiskt nära släkt med populationer påträffade i Östersjön, där A. ostenfeldii visats producera saxitoxiner samt gymnodiminer. I Mainebukten har forskare observerat spirolidproduktion hos A. ostenfeldii men inte saxitoxinproduktion. Vilka toxiner som en viss population producerar varierar och har föreslagits vara beroende av fylogenetisk position, typ av habitat och geografisk position.  Kvävetillgång kan vara en avgörande faktor för produktionen av PSP-toxiner.
När dinoflagellaten filtras i fisk eller musslor kan giftmängden vara tillräcklig för att döda en människa. Det skedde för första gången 1793 under en expedition i dagens British Columbia som leddes av George Vancouver.

### Saxitoxiner
Saxitoxiner är en grupp marina neurotoxiner som kan orsaka PSP hos människa genom exponering via föda bestående av skaldjur där toxinerna har ackumulerats. Vid PSP verkar toxinerna genom att binda till laddningskänsliga natriumkanaler och motverkar därmed bildning av aktionspotentialer i nervbanor. Symptomen kan variera från att vara milda neurologiska och gastrointestinala effekter, som yrsel och illamående, till dödlig andningsförlamning. PSP-toxiner har påträffats tillsammans med A. ostenfeldii vid Nya Zeeland, Nederländerna samt Östersjön. Vid Föglö, Åland har blomning av A. ostenfeldii kopplats samman med förekomst av PSP-toxiner och forskning har visat att mängden toxin korrelerar till tätheten celler av A. ostenfeldii.

### Cykliska iminer
Cykliska iminer delas in i prorocentrolider, spiro-prorocentrimin, gymnodiminer, pinnatoxiner samt spirolider. A. ostenfeldii har påvisats producera gymnodiminer samt spirolider. Spirolider är en grupp makrocykliska iminer som är snabbverkande och leder till akuta neurologiska symptom hos möss efter oral eller intraperitoneal exponering. Toxicitet hos människa är inte klarlagd och toxinerna har potentiellt neurotoxiska effekter. Isolat av A. ostenfeldii har visat sig producera spirolider i Danmark , Nova Scotia samt Mainebukten. I Norge har spirolider detekterats i musslor härstammande från ett område var A. ostenfeldii påträffats. Gymnodimin A samt 12-metylgymnodimin har detekterats tillsammans med spirolider i samband med blomning av A. ostenfeldii i Nederländerna. I Östersjön har gymnodimin D kopplats med A. ostenfeldii.
Förekomsten av cykliska iminer i skaldjur för livsmedelsproduktion är i nuläget inte reglerat, något som antagligen beror på att akut toxicitet inte kan kopplas till dessa. Gymnodimin A är ett snabbverkande toxin med hög toxicitet vid intraperitoneal injektion hos möss (LD 50 : 80-96 ug/kg). Akut toxicitet vid oral tillförsel hos möss är låg och för människa anses risken vara låg. Det är i nuläget oklart vilka eventuella effekter långtidsexponering av cykliska aminer kan ge. Cykliska iminer har uppvisat bindningsaktivitet till acetylkolinreceptorer och kan därmed potentiellt ha effekt på perifera och centrala nervsystemet samt kan potentiellt användas som behandling för neurologiska sjukdomar som Alzheimer.